# Ejército del Shenandoah
El Ejército del Shenandoah fue una organización militar de la Confederación para defender el valle de Shenandoah, en Virginia.

## Historia
Fue uno de los primeros ejércitos con los que contaron los Estados Confederados de América. Su organización se hizo a través de las milicias y voluntarios para defender el departamento de Shenandoah, en el fronterizo y vital Estado de Virginia.
Inicialmente Robert E. Lee pensó en Thomas Jackson (más tarde apodado Stonewall Jackson), pero finalmente el mando fue dado a Joseph E. Johnston el día 15 de mayo.
En su corto periodo de vida estuvo luchando en dos batallas, en la batalla de Hainesville y en la Primera batalla de Bull Run, estas operaciones se constituyeron a lo largo del Potomac.
Después de la batalla de Manassas el ejército fue disuelto y unido al conocido como Ejército del Potomac.

## Orden de batalla en Manassas
Ejército del ShenandoahGeneral Joseph E. Johnston
- 1.ª Brigada: General de Brigada Thomas J. Jackson (herido)
  - 2.º de Infantería de Virginia – Coronel James W. Allen
  - 4.º de Infantería de Virginia – Coronel James F. Preston
  - 5.º de Infantería de Virginia – Coronel K. Harper
  - 27.º de Infantería de Virginia – Teniente Coronel John Echols
  - 33.º de Infantería de Virginia – Coronel Arthur C. Cummings
  - Artillería Rockbridge – Capitán J. P. Brockenbrough
- 2.ª Brigada: Coronel Francis Bartow ( †), Coronel Lucius J. Gartrell
  - 7.º de Infantería de Georgia – Coronel L. J. Gartrell (herido)
  - 8.º de Infantería de Georgia- Lieutenant Coronel W.M. Gardner (herido)
  - 1er Batallón de Kentucky – Mayor Thomas Claiborne
  - Batallón de Kentucky de Pope  – Mayor Jon Pope
  - Artillería Wise – Teniente John Pelham
- 3.ª Brigada: General de Brigada Barnard E. Bee ( †), Coronel States Rights Gist
  - 4.º de Alabama – Coronel Egbert Jones  (M.P.H.), Coronel States Rights Gist
  - 2.º de Misisipi – Coronel William C. Falkner
  - 11.º de Misisipi – Teniente Coronel P. F. Liddell
  - 6.º de Carolina del Norte – Coronel C. F. Fisher ( †)
  - Artillería Staunton – Capitán John D. Imboden
- 4.ª Brigada: General de Brigada Edmund Kirby Smith (herido), Coronel Arnold Elzey
  - 1er Batallón de Maryland – Teniente Coronel George H. Steuart
  - 3.º de Tennessee – Coronel John C. Vaughn
  - 10.º de Infantería de Virginia – Coronel S. B. Gibbons
  - Artillería Culpeper – Teniente R. F. Beckham
- Sin brigada:
  - 1.º de Caballería de Virginia – Coronel J. E. B. Stuart
  - Artillería Thomas – Capitán P. B. Stanard